# 배틀 스피리츠 히어로즈
《배틀 스피리츠 히어로즈》(バトルスピリッツ 覇王)는 TV 아사히 계열에서 방영한 50부작 만화이다. 2011년 9월 18일부터 2012년 9월 2일까지 방영되었다. 대한민국에서는 2013년 4~5월 경에 JEI 재능TV에서 방송을 시작하였다.